# Pablo Olmedo
Pablo Olmedo Garmendía (Madrid, España, 13 de abril de 1929 — Madrid, España; 15 de abril de 1980) fue un futbolista español que se desempeñaba como centrocampista.

## Clubes
| Club                | País   | Año       |
| ------------------- | ------ | --------- |
| Real Madrid C. F.   | España | 1948-1951 |
| R. C. Celta de Vigo | España | 1951-1952 |
| Real Madrid C. F.   | España | 1952-1953 |
| R. C. Celta de Vigo | España | 1953-1959 |